# Órgano de Corti
El órgano de Corti, órgano espiral está en el interior de la lágena, o cóclea en los mamíferos, del oído interno. Incluye las células sensoriales auditivas llamadas células ciliadas. Su función es transformar la energía mecánica de las ondas sonoras en energía nerviosa. El órgano de Corti descansa sobre dos fibras o cuerdas de la membrana basilar y consta fundamentalmente de dos pilares que se unen formando un arco llamado arcada de Corti o túnel de Corti. Mide aproximadamente de 25 a 35 mm. En la parte superior se encuentran las células pilosas, y en la inferior, las ramificaciones nerviosas del nervio auditivo. Debe su nombre al anatomista italiano Alfonso Corti que fue su descubridor.
La pérdida auditiva por lesión de las células ciliadas ubicadas dentro del órgano de Corti, es una patología común.

## Historia

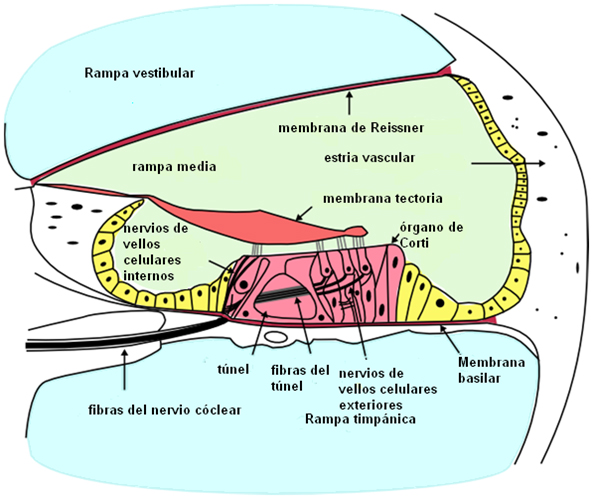
Localización del órgano.

En 1851 el anatomista y morfólogo italiano Alfonso Corti, luego analizar más de 200 cócleas correspondientes a diferentes animales y humanos, escribió un artículo titulado Recherches sur l'organe de l'ouïe des mammifères (Investigaciones sobre el órgano del oído de los mamíferos), describiendo la estructura. Kolliker el anatomista, lo denominó «órgano espiral de Corti».

## Anatomía

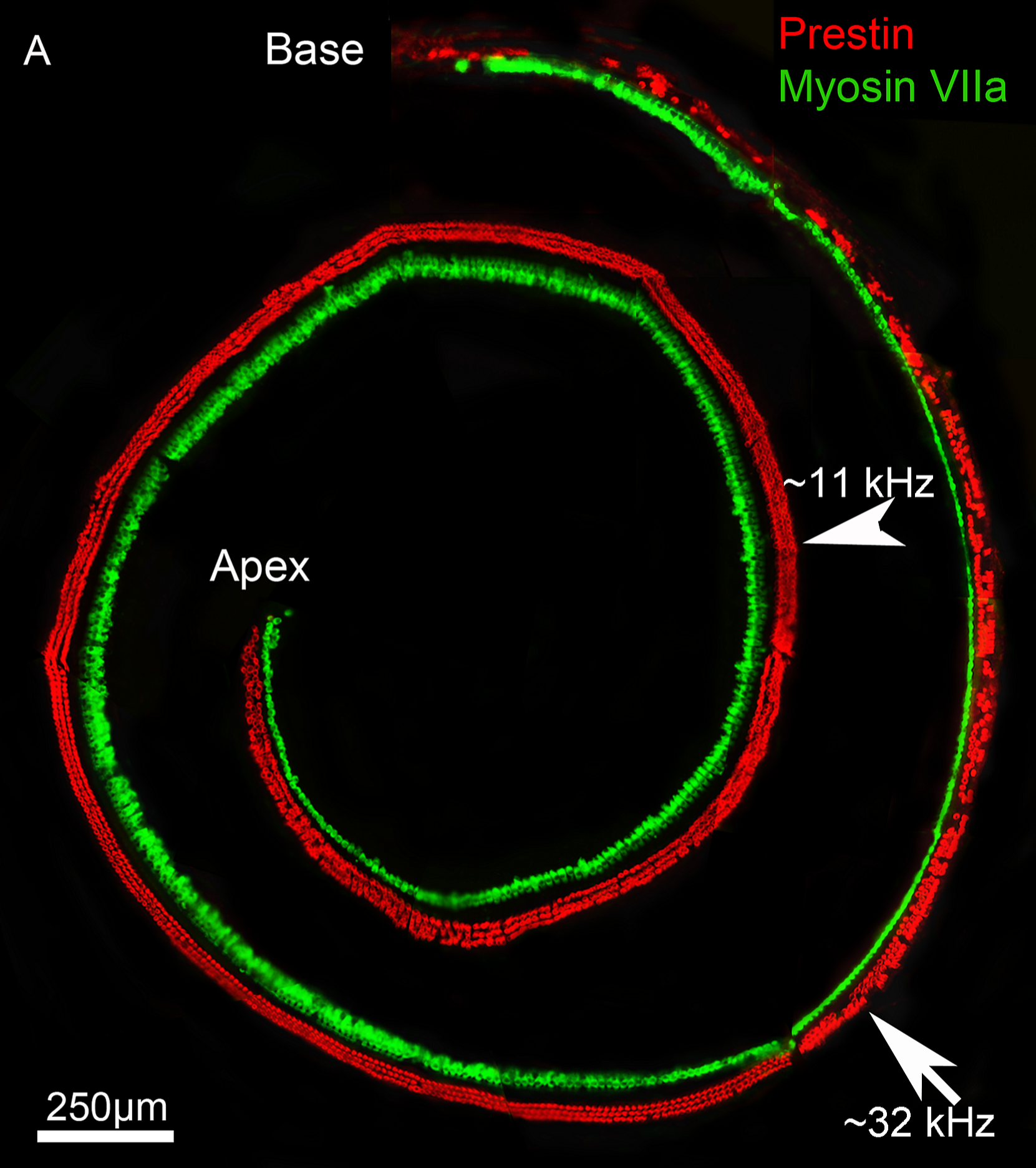
Células ciliadas externas (OHD) en rojo; ciliadas internas en verde, de la forma en que se disponen dentro de la cóclea.

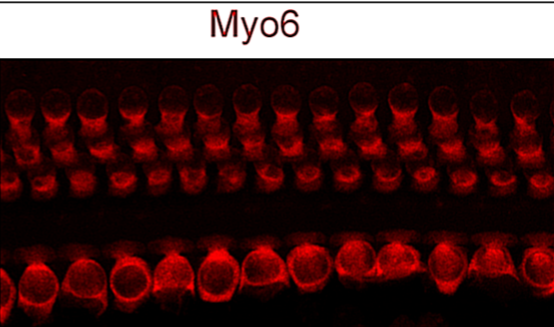
Células ciliadas externas (OHD) arriba; ciliadas internas (abajo) mostrando Miosina de tipo VI. Inmunohistoquímica. Microscopía confocal.

En el interior de la lágena se dispone una lámina hueca, definida por las membranas de Reissner y la membrana basilar, con otra membrana interna denominada tectoria.
Las células sensoriales del órgano de Corti se van a situar entre las láminas tectoria (por arriba) y la lámina basilar (por abajo), aproximadamente 24 000 dispuestas en cuatro largas filas.
Las células ciliadas del órgano de Corti pueden ser mediales (inner hair cells) o laterales (outer hair cells). Las mediales estarán dispuestas en una sola fila y abarcan toda la longitud del conducto del caracol, las laterales estarán organizadas en tres filas. 

### Células ciliadas externas

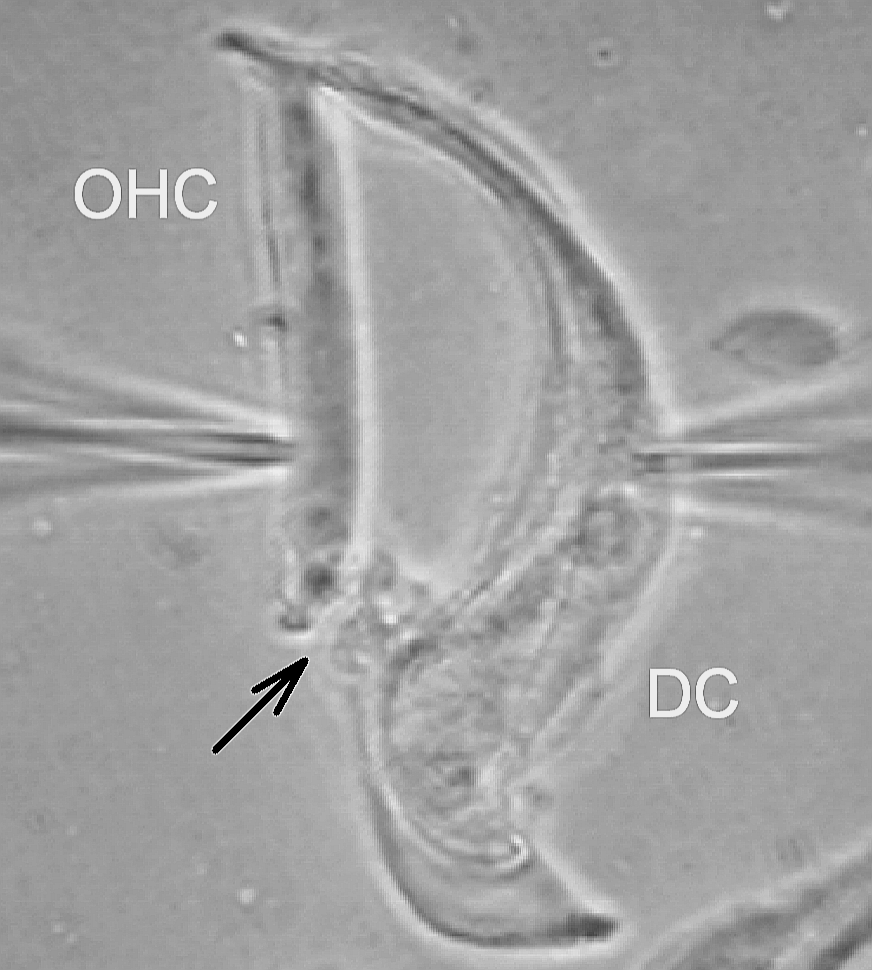
OHC= Célula Ciliada Externa aislada. Microscopía óptica.

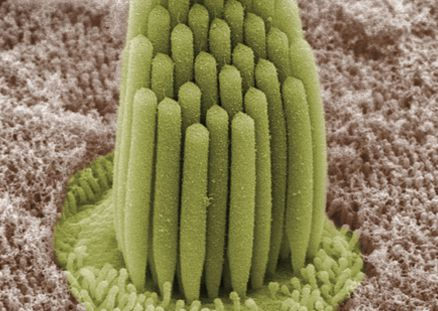
Estereocilias en una célula Ciliada.

Las células laterales (outer hair cells OHD) están organizadas en tres filas, a lo largo de toda la cóclea. 

## Fisiología
Las células ciliadas recogen la vibración de la membrana basilar en función de la frecuencia de resonancia de cada punto de la membrana. La resonancia mecánica no es uniforme porque la lámina hueca disminuye de grosor desde la base a su extremo. Entonces, las células ciliadas generan patrones diferenciados, característicos de cada tono (o frecuencia), por su punto de inserción.

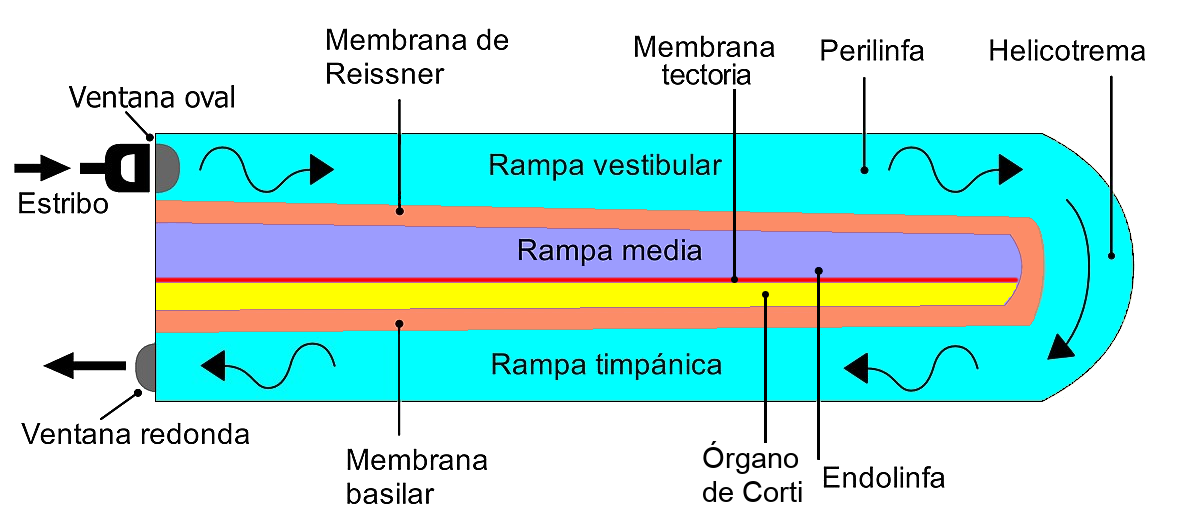
Vista longitudinal de la cóclea en la que son visibles las rampas y el helicotrema

En función de estos patrones, al ser estimuladas las células ciliadas producen un componente químico que genera los impulsos eléctricos que son trasmitidos primero al nervio acústico, y posteriormente al nervio auditivo (tejidos nerviosos adyacentes situados sobre ellas).
Las células del órgano de Corti (células ciliares o pilosas) no tienen capacidad regeneradora, es decir, cuando se lesionan se pierde audición de forma irremediable. Además, con la edad, desciende la agudeza auditiva de los seres humanos, es la llamada presbiacusia.
Un factor importante de la disminución auditiva (hipoacusia) es la exposición crónica a sonidos elevados (más de 60 dB), o acúfenos, esto se nota que sufren los obreros de talleres mecánicos, textiles etc carentes de regulación sanitaria. También los dispositivos de reproducción sonora como lo auriculares a alto volumen afectan negativamente al órgano de Corti; por ello desde 2015 existe en Francia una legislación que prohíbe la fabricación de reproductores sonoros con auriculares que superen los 60 dB.

## Recambio celular del Corti
Las células ciliadas auditivas son células mecano-sensoriales altamente especializadas, que permiten percibir el sonido.

En las aves, las células de soporte reemplazan a las células ciliadas sensoriales perdidas.

En los mamíferos, las células ciliadas auditivas y las células de soporte solamente se generan una vez, durante el desarrollo embrionario, La pérdida de células ciliadas es irreversible, ya sea debido al estrés ambiental, la ototoxicidad, los factores genéticos o el envejecimiento.

## Galería

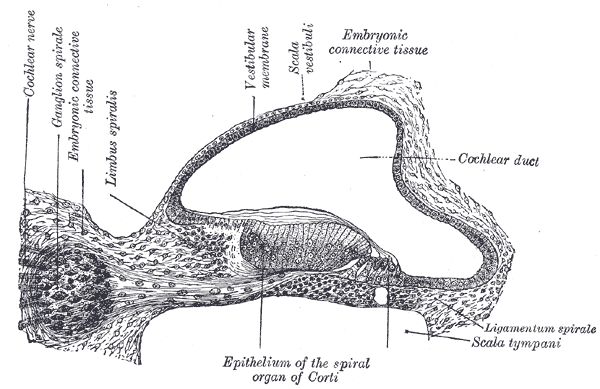
Sección transversal del conducto coclear.
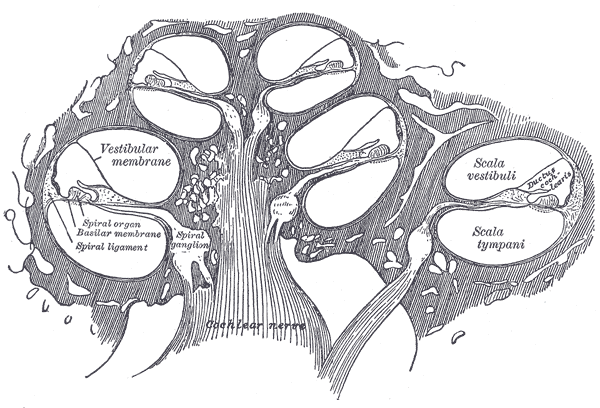
Sección longitudinal de la cóclea.
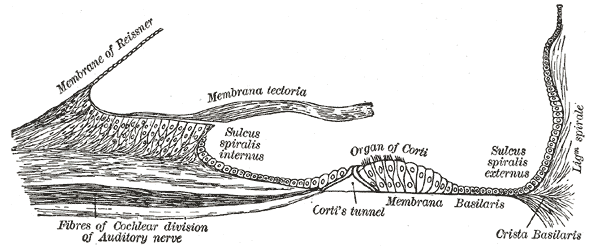
Suelo del conducto coclear.
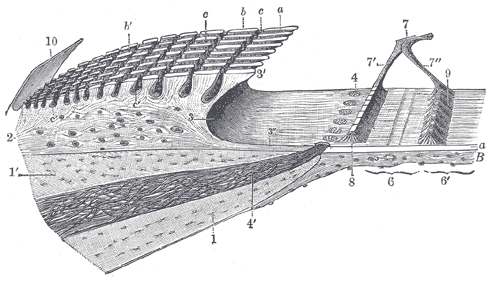
Limbo espiral y membrana basilar.
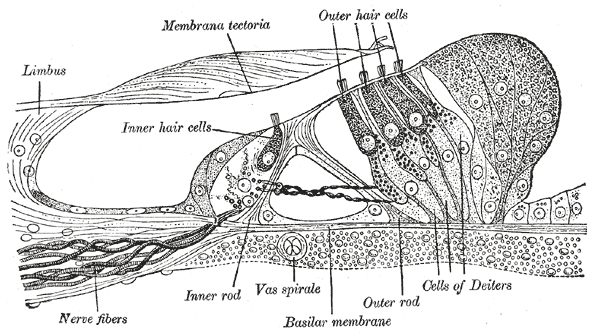
Sección del órgano espiral de Corti.
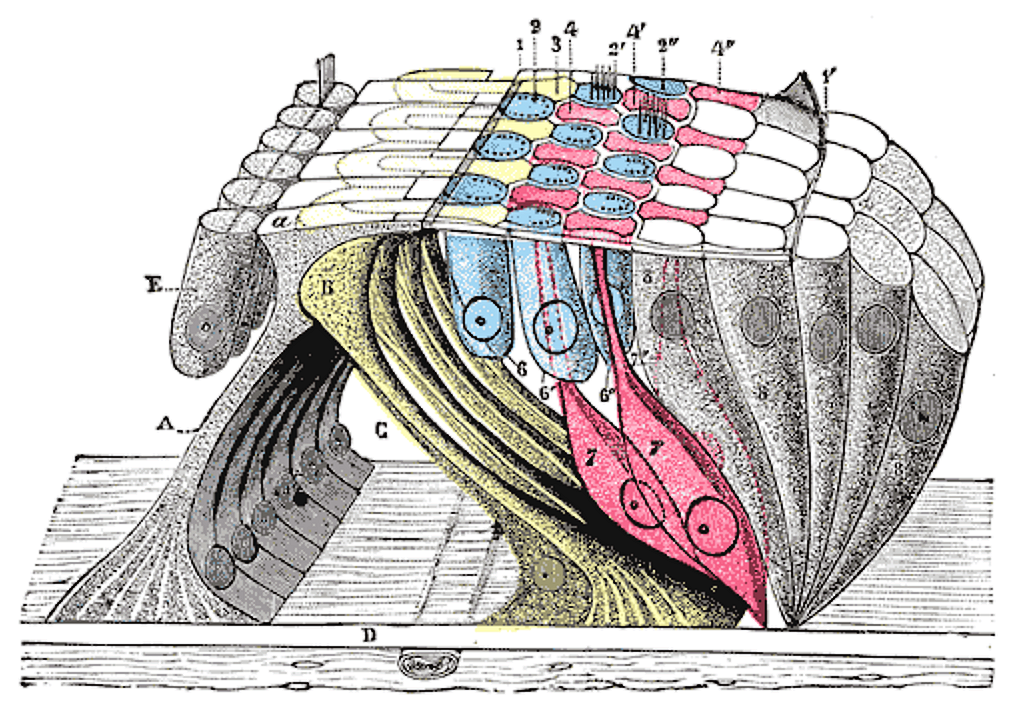
Diagrama tridimensional del órgano de Corti.